# نانوكوفاكس
نانوكوفاكس (بالإنجليزية: Nanocovax)‏ ويُعرف أيضًا باسم لقاح نانوكوفاكس، هو لقاح مرشح ضد مرض فيروس كورونا، تعمل شركة «نانوجين للصناعات الدوائية الحيوية جي إس سي.» الفيتنامية على تطويره وإنتاجه بتقنية وحدات البروتين الفرعية، وهو مخصص للإعطاء عن طريق الحقن العضلي، ويتطلّب جرعتين تفصل بين الواحدة والأخرى 21 يومًا.

## الأبحاث السريرية
بدأ تطوير اللقاح في عام 2020، ودخل المرحلة الأولى من التجارب السريرية في 7 ديمسبر من العام نفسه على مجموعة من الهامستر، ثم أجريت المرحلة الأولى على البشر في 17 ديسمبر عبر 60 متطوعًا فيتناميًا معافى وبالغًا، وأثبتت سلامة اللقاح وفعاليته، حيث أنتج لدى المتطوعين أجسامًا مضادة ضد التحور B.1.1.7 البريطاني، دخل اللقاح المرحلة الثانية في 26 فبراير 2021، في ثلاث مقاطعات فيتنامية، بمشاركة 560 متطوعًا معافى. عانى بعض المتطوعين من آثار جانبية حول موقع الحقن، لكنهم لم يحتاجوا إلى أي تدخل طبي. وقد أظهرت نتائج التجربة الصادرة في أبريل 2021 أن اللقاح آمن.

### المرحلة الثالثة
في أبريل 2021، قال ممثل شركة نانوجين إنه من المتوقع أن تبدأ المرحلة الثالثة من تجربة لقاح نانوكوفاكس في مايو وتنتهي في نهاية يونيو، أي قبل 3 أشهر من الموعد المخطط له. من المتوقع أن تشمل المرحلة الثالثة من التجارب البشرية ما بين 10000 و 15000 شخص في كل من فيتنام والدول الآسيوية التي تعاني من تفشي المرض بشدة.